# Rzeźnia na Garbarach w Poznaniu
Rzeźnia na Garbarach w Poznaniu (Rzeźnia Miejska, Stara Rzeźnia, dawniej: rzezalnia) – dawny miejski zakład rzeźniczy wzniesiony w latach 1897–1900 w Poznaniu na Garbarach, wpisany do rejestru zabytków nieruchomych województwa wielkopolskiego.

## Historia
Przed powstaniem rzeźni przy ulicy Garbary istniały w Poznaniu rzeźnie cechowe:
- rzeźnia cechowa na Grobli (1280-1655)
- rzeźnia cechowa przy ul. Szyperskiej (1781-1900).

W związku z rozrastaniem się miasta i rosnącym zapotrzebowaniem na rynku oraz staraniami o zapewnienie odpowiednich warunków weterynaryjnych w końcu XIX wieku zarząd miasta Poznania zadecydował o budowie Rzeźni Miejskiej oraz targowiska zwierzęcego na tzw. Łąkach Dominikańskich (powierzchnia ok. 52000 m²), wtedy na obrzeżu miasta. Rzeźnia została otwarta 1 marca 1900. W 1899 wprowadzony został prawny przymus uboju w rzeźni publicznej oraz badania zwierząt. Rzeźnia w momencie otwarcia miała monopol na ubój zwierząt na terenie miasta Poznania. Zakład posiadał wytwórnię lodu, chłodnię i zamrażarnię. Funkcjonowała także solarnia skór oraz urządzenia do przerabiania odpadków z produkcji na mączkę mięsno-kostną i tłuszcz techniczny. Do rzeźni prowadziła bocznica kolejowa ze stacji Poznań Garbary.
W związku z otwarciem nowej rzeźni i zamknięciem rzeźni cechowej przy ul. Szyperskiej, po 10 latach procesu przed kolejnymi instancjami, w 1912 sąd cesarski w Lipsku uznał roszczenie cechu za zasadne i zasądził odszkodowanie w wysokości 56 160 marek. Miasto zapłaciło to odszkodowanie po 4 latach, w 1916. Zakład był rozbudowywany w latach 1906-1908 oraz po II wojnie światowej. Od 1935 zaczęto prowadzić ubój za pomocą rażenia prądem o napięciu 75 V czaszki świń przez ok. 10-20 sekund.

### Współcześnie
W latach 90. XX wieku po założeniu spółki „Pozmeat” zakłady przeniesione zostały poza miasto. Od tego czasu budynki rzeźni nie są wykorzystywane. Na terenie Starej Rzeźni odbywają się okazjonalne imprezy kulturalne lub organizowany jest handel, prowadzono cykliczną giełdę staroci. W 2018 roku teren rzeźni o powierzchni około 5,5 ha zakupił deweloper, firma Vastint od poprzedniego właściciela, mBanku.

## Galeria

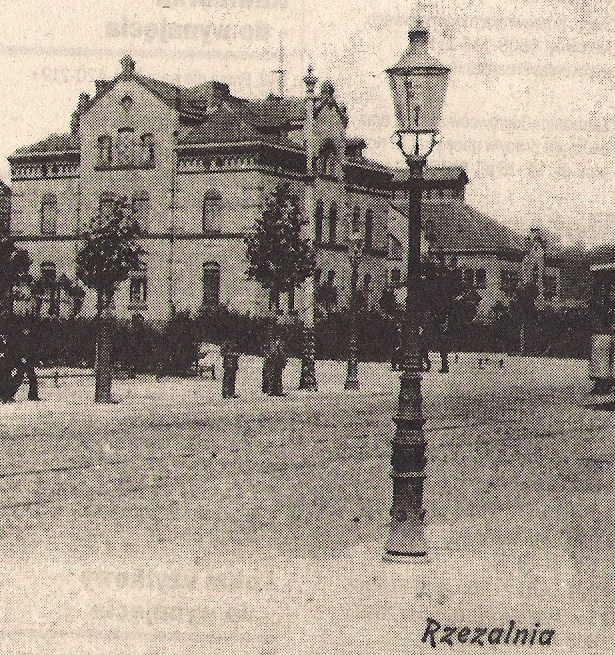
Budynek administracyjny (1904)
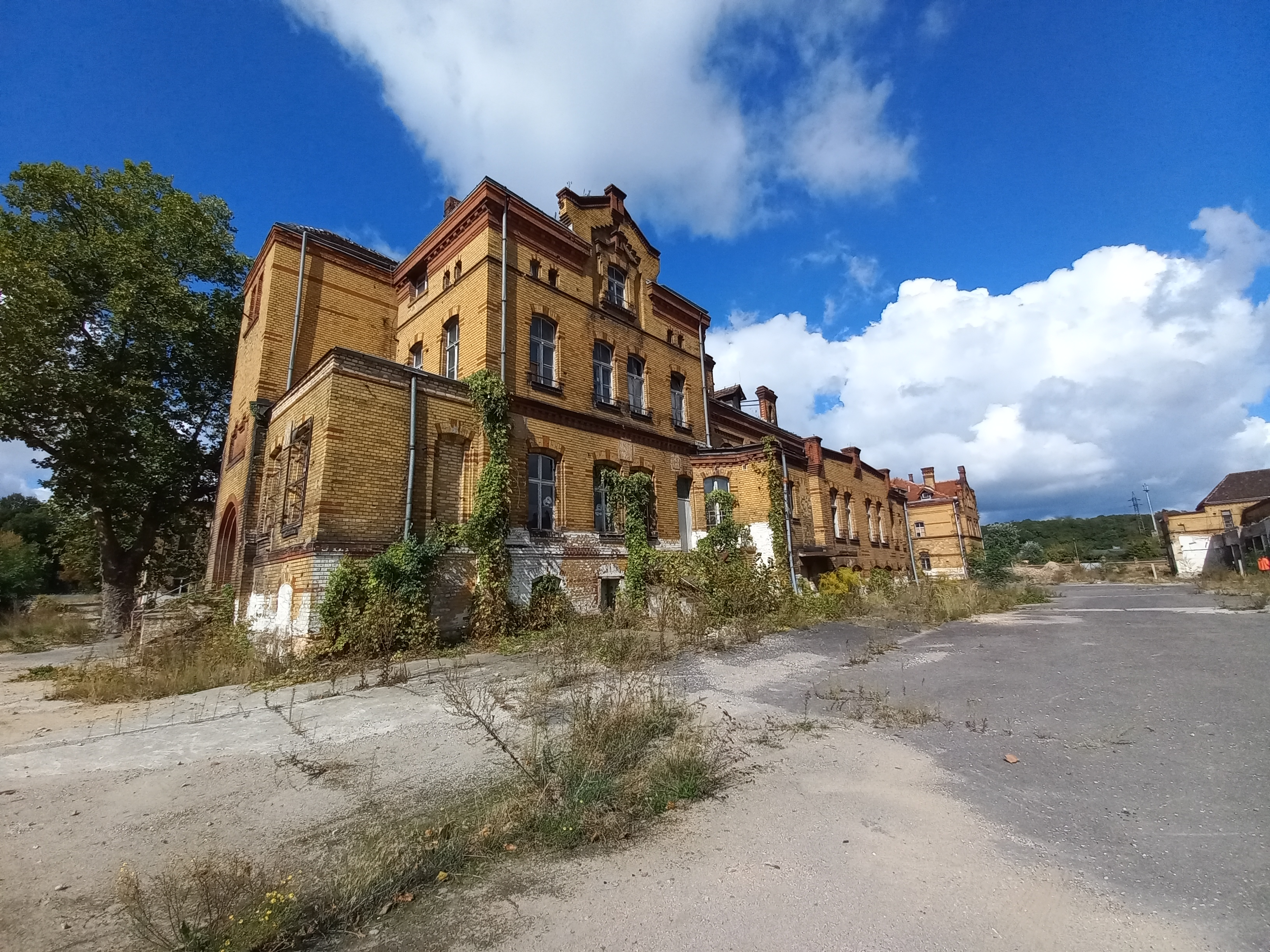
Budynek giełdy (2022)
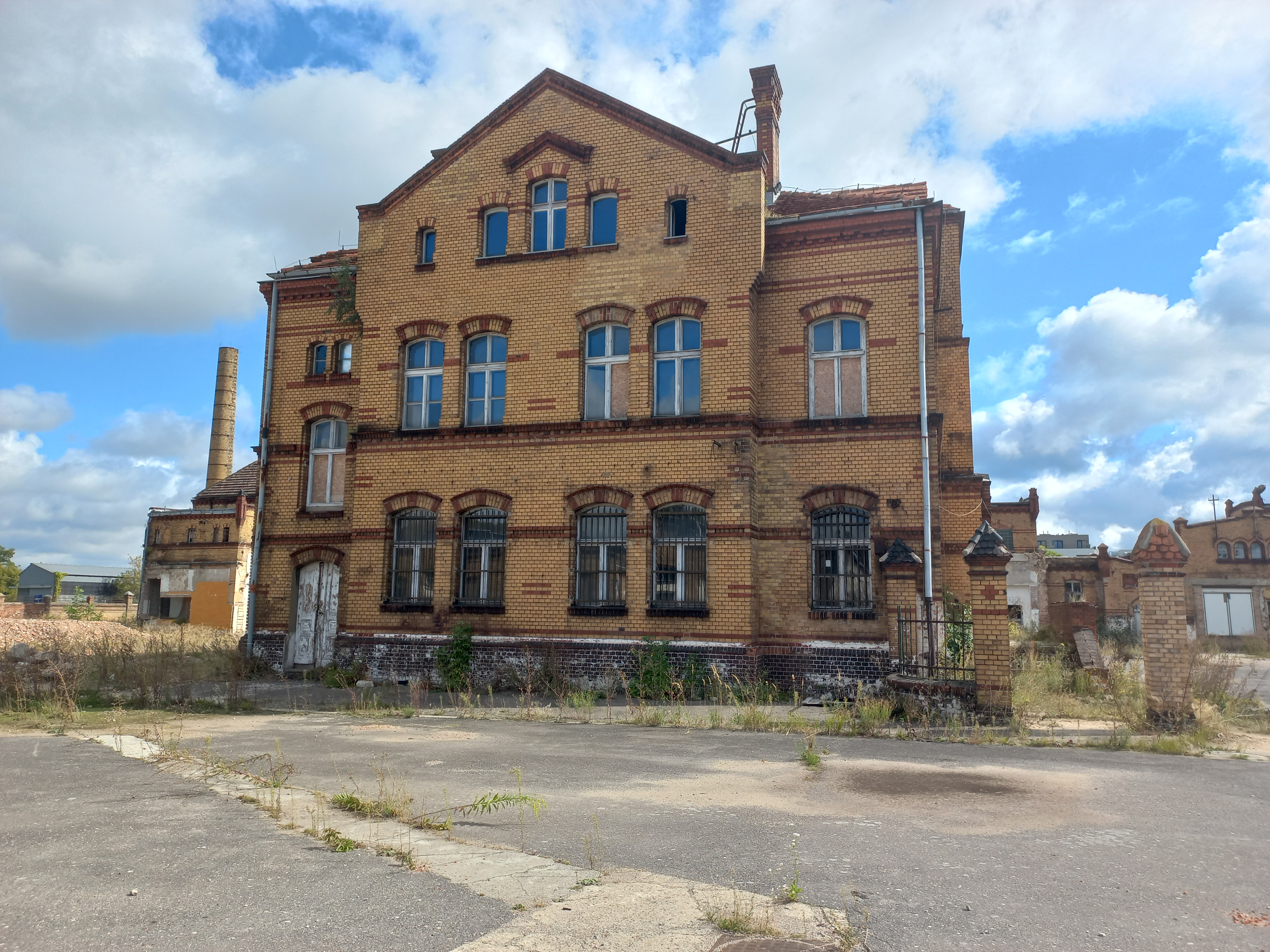
Budynek administracyjny (2022)
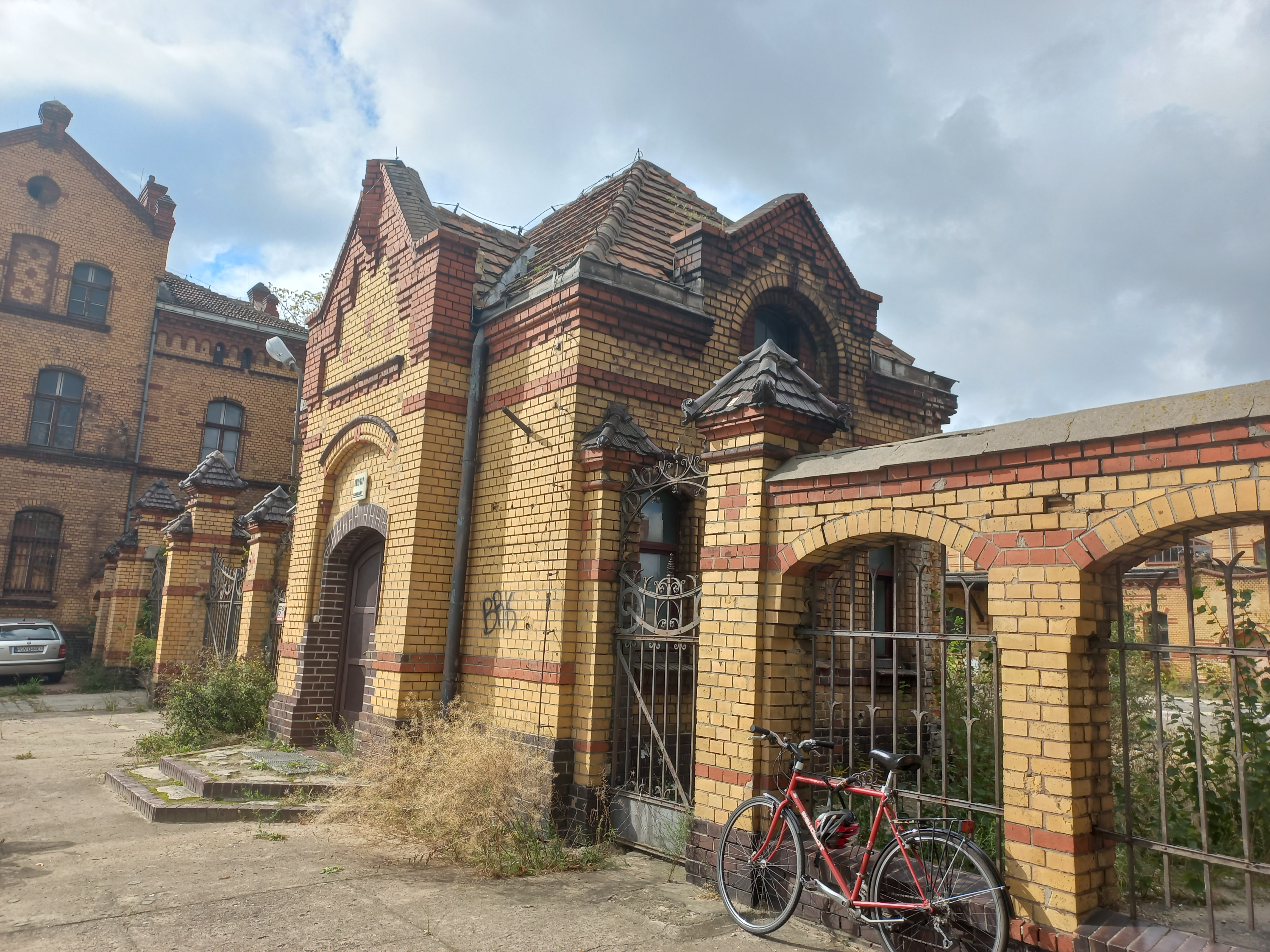
Portiernia (2022)
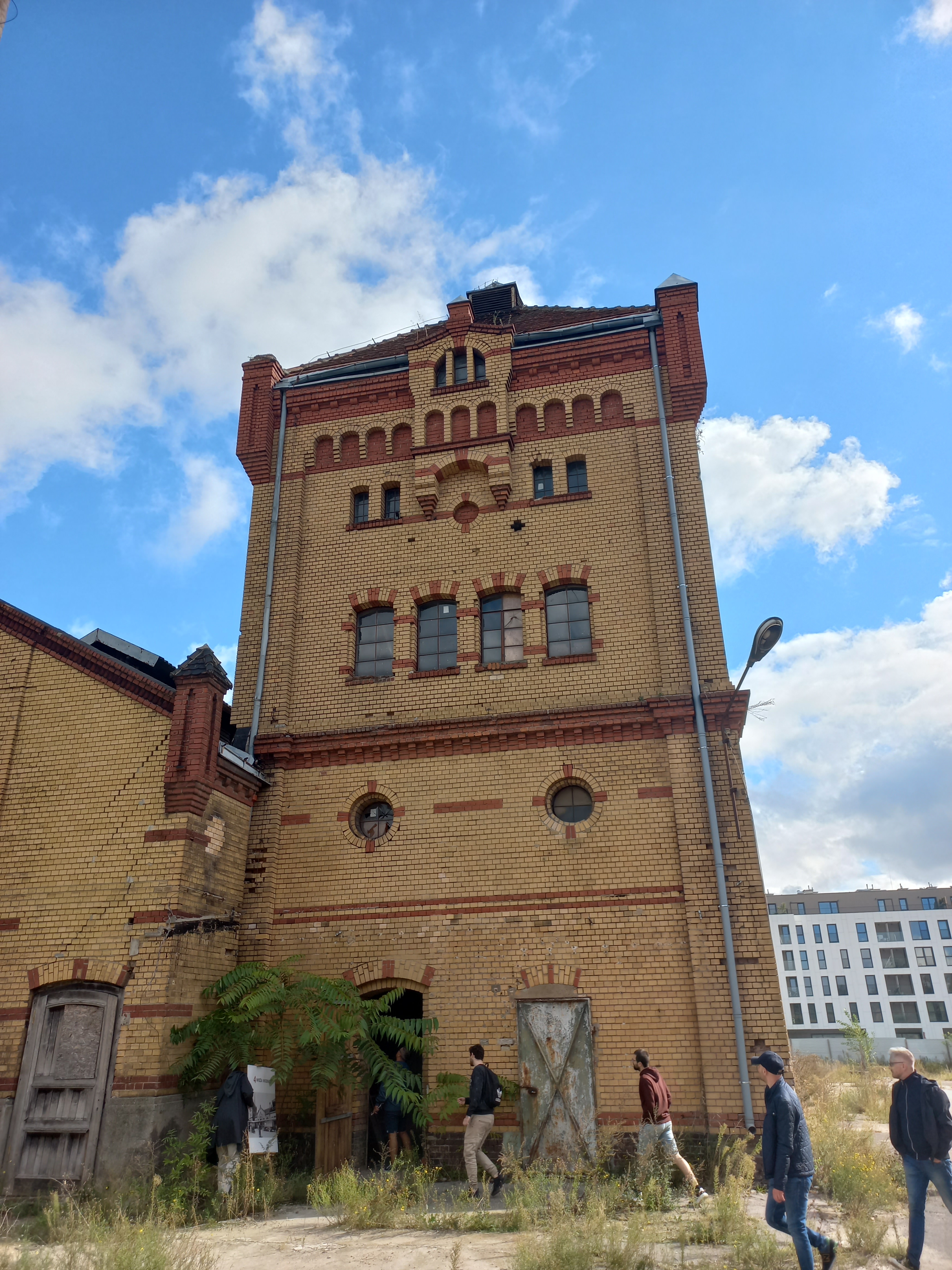
Wieża wodna przy dawnej wytwórni lodu (2022)
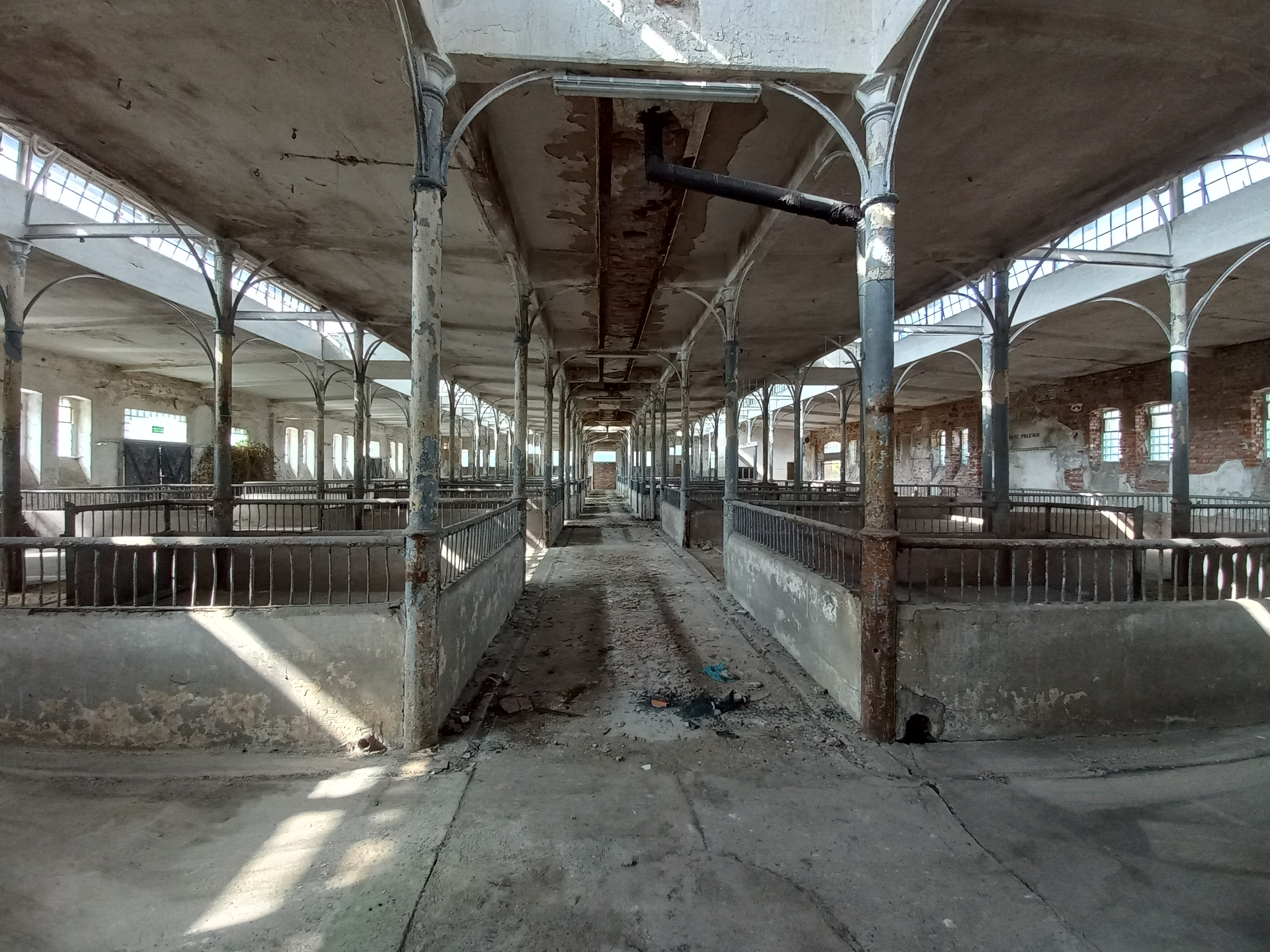
Wnętrze chlewu (2022)
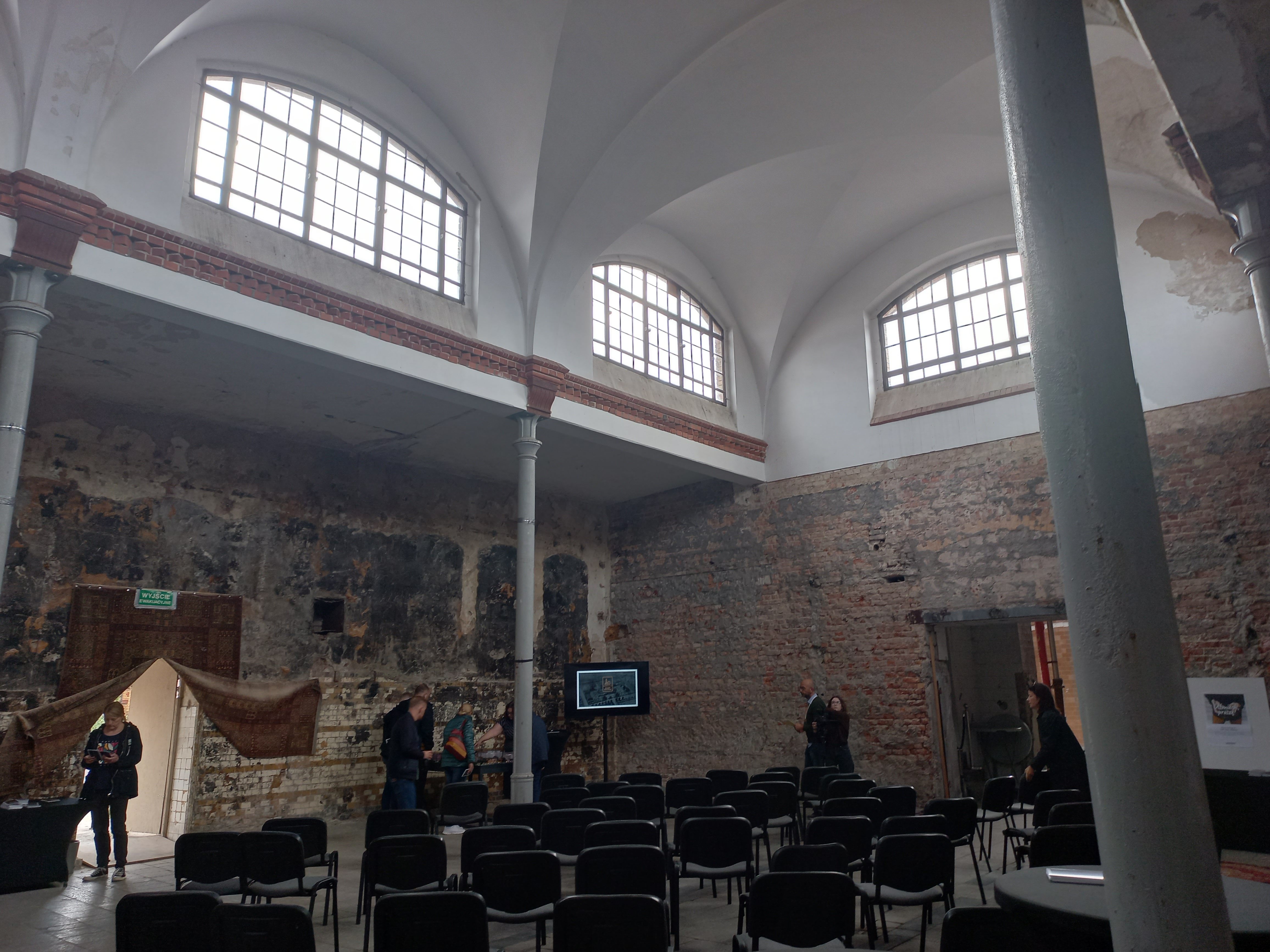
Wnętrze hali targowej (2022)

### Obiekty w pobliżu
- kamienica przy ul. Garbary 97/98 w Poznaniu (dla pracowników rzeźni)
- stacja pomp na Garbarach w Poznaniu
- Kantor Krzyżanowskiego
- dwór przy ul. Szyperskiej w Poznaniu